# Syötöjärvi
Syötöjärvi är en sjö i Kiruna kommun i Lappland och ingår i Torneälvens huvudavrinningsområde. Sjön har en area på 0,156 kvadratkilometer och ligger 335,9 meter över havet.

## Delavrinningsområde
Syötöjärvi ingår i det delavrinningsområde (753479-175468) som SMHI kallar för Mynnar i Ounisjoki. Medelhöjden är 361 meter över havet och ytan är 91,33 kvadratkilometer. Det finns inga avrinningsområden uppströms utan avrinningsområdet är högsta punkten. Ripakkajoki som avvattnar avrinningsområdet har biflödesordning 3, vilket innebär att vattnet flödar genom totalt 3 vattendrag innan det når havet efter 323 kilometer. Avrinningsområdet består mestadels av skog (46 procent) och sankmarker (53 procent). Avrinningsområdet har 0,71 kvadratkilometer vattenytor vilket ger det en sjöprocent på 0,8 procent.